# Peter Gutjahr-Löser
Peter Gutjahr-Löser (* 27. April 1940 in Berlin) ist ein deutscher Jurist und ehemaliger Kanzler der Universität Leipzig.

## Leben
Gutjahr-Löser studierte nach dem Abitur 1960 am Humanistischen Gymnasium Garmisch-Partenkirchen Rechtswissenschaften, Politikwissenschaften, Philosophie und Erziehungswissenschaften an der Rheinischen Friedrich-Wilhelms-Universität Bonn. Er war von 1968 bis 1971 wissenschaftlicher Mitarbeiter an der Universität Regensburg und absolvierte sein erstes (1966) und zweites juristisches Staatsexamen (1970).
Danach war er als Rechtsanwalt tätig und arbeitete für die Generalverwaltung der Max-Planck-Gesellschaft (MPG) in München und Bonn. Außerdem war er 1972 Geschäftsführer des Bundes Freiheit der Wissenschaft (BFW). Ab 1974 war er Leiter der Akademie für Politik und Zeitgeschehen der CSU-nahen Hanns-Seidel-Stiftung und später Referatsleiter der MPG in München. Von 1991 bis 2005 war er Kanzler der Universität Leipzig. Er ist Vorsitzender des interDaF, einem Institut für voruniversitäre Sprachkurse in Deutsch, am Herder-Institut in Leipzig.
Zudem ist er Herausgeber mehrerer Bände des Theodor-Litt-Jahrbuchs.
Peter Gutjahr-Löser ist Mitglied der FDP. Er war bei der Bundestagswahl 2005 Kandidat für den Wahlkreis Leipzig I und erreichte 5,2 Prozent der Erststimmen.
Er ist verheiratet und hat zwei Kinder.

## Auszeichnungen
- 1965: Theodor-Heuss-Gedenkmünze für „vorbildliches demokratisches Verhalten“ der Theodor-Heuss-Stiftung
- 2005: Oskar-Röder-Medaille der Erziehungswissenschaftlichen Fakultät der Universität Leipzig
- 2005: Ehrendoktorwürde der Erziehungswissenschaftlichen Fakultät der Universität Leipzig
- 2005: Caspar-Borner-Medaille des Senats der Universität Leipzig

## Schriften (Auswahl)
- mit Hans-Helmuth Knütter: Der Streit um die politische Bildung: Was man von Staat und Gesellschaft wissen und verstehen sollte. Olzog, München 1975, ISBN 3-7892-7213-2.
- CSU. Porträt einer Partei (= Geschichte und Staat, Band 216). Olzog, München 1979, ISBN 3-7892-7132-2.
- hrsg. mit Klaus Hornung: Politisch-pädagogisches Handwörterbuch (= Berichte & Studien der Hanns-Seidel-Stiftung, Band 23). Olzog, München 1980, ISBN 3-7892-9837-9.
- hrsg. mit Kinder und Medien (= Berichte & Studien der Hanns-Seidel-Stiftung, Band 25). Olzog, München 1980, ISBN 3-7892-9850-6.
- Staatsinfarkt. Wie die Politik die öffentliche Verwaltung ruiniert. Rasch und Röhring, Hamburg 1998, ISBN 3-89136-657-4.
- Können Sie folgen? Leipziger Universitätsverlag, Leipzig 2005, ISBN 3-86583-040-4.
- mit Karen Gaukel, Dieter Schulz: Theodor Litt – Pädagoge und Philosoph. Sein Ringen um die Freiheit in Forschung und Lehre. Leipziger Universitätsverlag, Leipzig 2011, ISBN 978-3-86583-602-1.
- mit Jürgen Ronthaler und Dieter Schulz (Hrsg.): 1918–2018: Demokratie und Bildung – Anspruch und Wirklichkeit (Leipziger Universitätsverlag), Leipzig 2019, ISBN 978-3-96023-288-9.